# Савоярди

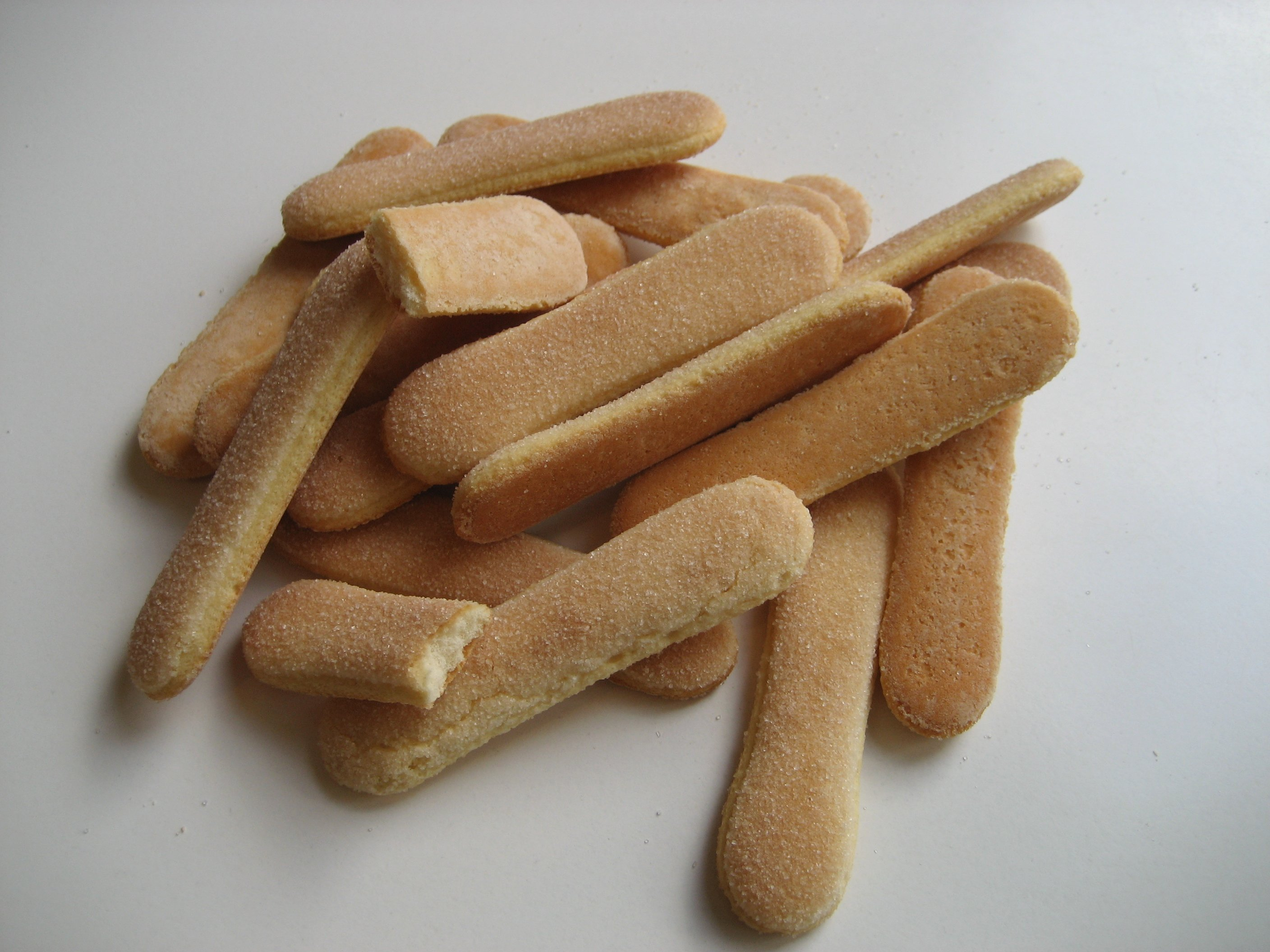
Савоярди

Савоя́рди (итал. savoiardi — «савойские»), также «дамские пальчики» — бисквитное печенье вытянутой плоской формы, сверху покрытое крупинками сахара. Савоярди легко впитывают жидкость и становятся от этого очень мягкими. Савоярди — неотъемлемый ингредиент многих французских и итальянских десертов, в частности, это печенье используется в приготовлении тортов-мороженых, русской шарлотки и тирамису.
Савоярди были придуманы при дворе герцогов Савойских в конце XV века по случаю визита короля Франции и вскоре получили статус «официального» печенья Савойи.